# Chunichi Dragons

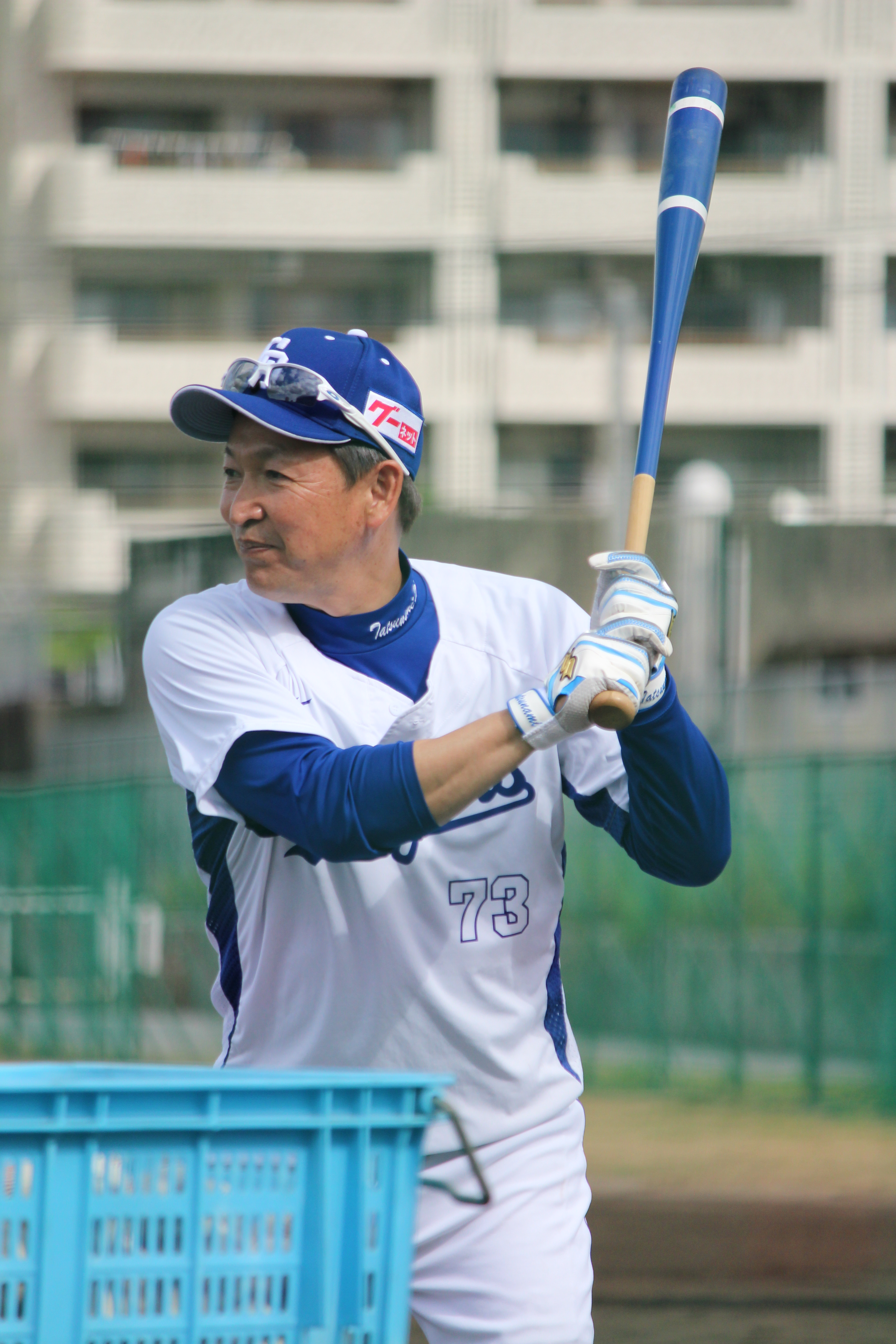

Chunichi Dragons (Japans: 中日ドラゴンズ, chūnichi doragonzu) is een Japans honkbalclub uit Nagoya, prefectuur Aichi. De club werd in 1936 opgericht.
De Dragons spelen hun wedstrijden in de Nippon Professional Baseball. Het stadion van de Dragons heet Nagoya Dome. Ze wonnen de Japan Series in 2007.

## Erelijst
- Winnaar Japan Series (2x): 1954,2007
- Winnaar Central League (9x): 1954, 1974, 1982, 1988, 1999, 2004, 2006, 2010, 2011